# Unge Høyre
Unge Høyre (UHL, Unge Høyres Landsforbund) är det norska Høyres politiska ungdomsorganisation. Den har föregångare som går tillbaka till 1890-talet och bildades som en rikstäckande organisation den 21 februari 1922. Unge Høyre är Norges näst största politiska ungdomsförbund och har aktiva föreningar i alla Norges fylken. Förbundet har 3 078 medlemmar (2022) och ordförande är Ola Svenneby.